# 日向ひまわり
日向 ひまわり（ひゅうが - 、1975年2月12日 - ）は、日本の女性講談師。落語芸術協会所属。本名∶鵜久森 真弓。

## 経歴
1975年、広島県賀茂郡大和町（現・三原市）で生まれる。実家はパン屋。幼少時より宮崎駿のアニメーション作品を好み、広島県立大和高等学校を卒業後、声優を志して上京。東京アナウンス学院放送声優科に入学するが、二代目神田山陽の芸に接し感動する。以後1年ほど寄席に通ったのち、講談の道に入る。
1994年、二代目神田山陽に入門、「神田ひまわり」 を名乗る。山陽の弟子ではあったが、宝井琴柳の指導を受ける機会もあった。
1998年、二ツ目昇進。2000年、二代目神田山陽の死去に伴い、五代目柳亭痴楽門下に移籍。これにより日本講談協会を離脱した。
2008年に六代目古今亭今輔、三遊亭遊馬と共に真打昇進、「日向ひまわり」と改名。昇進披露では落語芸術協会会長の桂歌丸が病気療養中の師匠痴楽の代理を務めた。
2009年、三原市「ふるさと大使」、津山市 「観光アドバイザー」 に就任。2012年、日本ユースリーダー協会より 「ユースリーダー支援賞（個人）」 を受賞。2013年、コロンビア大学 東アジア言語文化学部にて講演。2015年、新作講談「広岡浅子 - 九転十起の女」を開始。

## 活動
あえて女性らしさを排した黒紋付に袴の装いを主に都内の寄席で古典を基軸とした正統派の芸を披露している。

## 芸歴
- 1994年 - 二代目神田山陽に入門、「神田ひまわり」 を名乗る。
- 1998年 - 二ツ目昇進。
- 2001年 - 二代目神田山陽の死去に伴い五代目柳亭痴楽門下に移籍し、日本講談協会から離脱。
- 2008年 - 真打昇進、「日向ひまわり」と改名。

## 受賞歴
- 1999年 - 第4回岡本マキ賞

## テレビ出演
テレビアニメ
- コボちゃんスペシャル 祭りがいっぱい!（フトシ）
- コボちゃんスペシャル 約束のマジックディ（シゲル）
- 親子クラブ（ルンちゃん〈初代〉）

ドキュメンタリー番組
- 日経スペシャル 夢織人 〜小さなトップ企業〜 -  2016年9月3日（テレビ大阪）、同9月8日（BSジャパン）放送分